# Sophia Braun
Sophia Wais Braun (Beaverton, 26 giugno 2000) è una calciatrice argentina, difensore dello Spokane Zephyr, in prestito dal Kansas City Current, e della nazionale argentina.

## Carriera

### Nazionale
Carlos Borrello, responsabile della formazione Under-20 oltre che commissario tecnico della nazionale maggiore, la inserisce in rosa con la squadra che affronta il campionato sudamericano Under-20 di Argentina 2020. Nel torneo scende in campo in tutti i quattro incontri disputati dalla sua nazionale, tuttavia dopo aver giocato la prima fase prima dell'inizio della seconda il torneo viene prima sospeso e poi definitivamente cancellato a seguito delle misure atte a contenere la pandemia di COVID-19 in America meridionale.
In seguito Borrello la convoca per l'edizione 2021 della SheBelieves Cup debuttando il 18 febbraio 2021, nel primo dei tre incontri previsti del torneo, scandendo titolare, poi sostituita, nell'incontro perso 4-1 con il Brasile.
Con l'arrivo di Germán Portanova sulla panchina delle Albiceleste la fiducia in Braun non viene meno, iniziando a essere una presenza fissa nella rosa e finendo per guadagnarsi un posto tra le titolari. Portanova decide quindi di inserirla nella lista delle 23 calciatrici che disputano la Copa América Femenina di Colombia 2022, venendo impiegata in cinque dei sei incontri giocati dall'Argentina e condividendo con le compagne il percorso della sua nazionale che la vede tra le protagoniste, riuscendo alla fine, grazie alla vittoria per 3-1 sul Paraguay nella finalina per il 3º posto a guadagnarsi l'accesso diretto al Mondiale di Australia e Nuova Zelanda 2023.
Nel luglio 2023 Portanova la conferma in rosa con le 23 giocatrici in partenza per il campionato mondiale.